# サンアイイソバ
サンアイ イソバ（生没年不詳）は、15世紀末から16世紀に実在したとされる与那国島の女性酋長。統治者として島の政治と開拓に従事し、近代的な発展に貢献した。

## 概要
巨体と怪力の女傑として知られ、4人の兄弟を島内に配置して与那国島を統治していた。
1500年に赤蜂の乱が平定され、琉球王国配下の宮古島の仲屋金盛を初めとした軍勢が与那国島にも攻め寄せた際には、これを撃退した。
その後、部下として宮古島から引き入れた鬼虎の蛮行を危険視し、仲宗根豊見親に援軍を求め、彼らと共に鬼虎を征伐した。

## 人物
名前
サンアイ・イソバとは、本名ではなく通名。サンアイは島の方言でガジュマル（榕樹）を意味し、イソバが個人名に該当する。（榕樹が繁茂した）サンアイ村のイソバという意味である。サンアイ・イソバ・アブや元司阿母（むとかあぼ）とも呼ばれ、巫女やシャーマンとしても崇拝されていた。他にサカイ・イソバの表記も見られるが、池間栄三によればサカイは間違いであるとされる。
巨躯と怪力
身長が8尺(約2.4メートル)、肩幅が3尺（約1メートル）あり、牛馬が容易に通過できる広さを持つ関門も体を横にしなければ通れなかった。島にある軍艦岩と呼ばれるサンニ・ヌ・ダイ（サンニヌ台）の台石には巨大な人の足跡のような型があり、イソバの足跡だと伝承されている。
腕力と体力に優れ、一説には7頭の牛を制御しつつ、ナマ・ハマ（久部良港の南側の浜）で牛7頭分の芋を掘り積載しサンバル牧場（北牧場の一部）で牛の水飲み池を浚い計4里（約8キロメートル）の山路を移動し、そのすべてを半日で終えたとされる。
政治・開拓
非常に働き者で開拓者や指導者としても優れており、ハイ・ンダン（南帆安地区）に残る広域の美田や、サンバル牧場の開拓を彼女自ら行ったと伝わっている。また新村の建設や村間での移民事業にも尽力しており、彼女の担当した村は計23村にも及ぶ。
さらにイソバは、統治者としても有能であり、4人の兄弟をそれぞれドゥナンバラ、ダディグ、ダンヌ、ティバルの村に按司として配置し、自分は島の中央に位置するサンアイ村に居を構え大酋長として中央集権の形をとっていた。
彼女の開拓と新村建設などの事業の成功で島の食糧難（「生涯」節を参照。）は解決し、余剰米を多良間や宮古に移出し利益を上げた。作家の司馬遼太郎はイソバを「鉄器時代の到来を象徴する存在」と称している。
また巫女でもあるイソバは、古代において祭祀と政治を司った女性の力を象徴しており、現在でも地域おこしの一環である「沖縄、ふるさと百選」の1つ「伝説の女傑、サンアイ・イソバと生きるふるさとづくり」などイベントのシンボルとして人気がある。

## 生涯
1400年末の与那国島では当時、イソバの兄弟3人のほか新川・ダンノ・手原などの酋長連が割拠しており争いが絶えず、3万超の島民による食糧難を脱する方法として「人升田（とんぐだ）」や「久部良割（クブラバリー）」といった血祭りによる残忍な人口制限が行われており、この祭りの最中にイソバは自らを天の使いと称し主催していた酋長らを処分し、血祭り終了の宣言と政治的統治を名乗り出る。『成宗大王実録』によれば記録された1477年には島の統治者はおらず、イソバはまだ若くもしくは巫女でなく、その後台頭したとされる。
1500年に起きた「赤蜂の乱」から数年後、宮古島の首長仲宗根豊見親の長男である仲屋金盛を将とした宮古軍が未明に与那国島に上陸。
伝承では、悪夢に目覚めたイソバは島の安否を確認するが、既にダティグ村とドゥナンバラ村は火の海と化しており、向かった先で金盛と出会い吊るし上げるも「兄弟は生きている」と騙され逃がしてしまう。村の全滅を目の当たりにし踵を返すイソバだが、その間、金盛は残る2村も焼き滅ぼし身を隠してしまう。怒るイソバに追撃され続けた宮古軍は、遂に侵略を諦め島から敗走する。司馬遼太郎は、巫女であるイソバの呪詛を恐れ、宮古軍が去ったのではと著書で述べている。一説ではその3年後、イソバは石垣島で金盛を討ったとされるが、後の鬼虎征伐に金盛は参戦しているためこれは作り話とされる。
この戦争について、宮古島の旧記『忠導氏家譜』には、攻め入ったものの津口に兵船が入らず止むを得ず帰帆したと書かれてあり、金盛の敗走を記録していないのは、この旧記が、金盛の父である豊見親の一族の伝記であるからとされる。後に豊見親が鬼虎退治に与那国島を訪れた時のアヤグには金盛敗走の遺恨が歌われている。郷土史研究家の牧野清や民俗学者の喜舎場永珣は、宮古軍の進攻について、伝説としては有名だが根拠たる記録は存在せず不明であると著書にて述べている。司馬遼太郎は戦争の理由を、鉄器が普及し人口と生産の増えた統治者のいない（筈の）島を王府が属させようとしたのではないかと著作で述べ、この宮古軍撃退があるからこそイソバの名が後世まで残っているとしている。
その後、間もなく西表島の豪族慶来慶田城用緒の嫡男慶来慶田城祖納当が島に討ち入るが、件の事件により大きく勢力を削がれていたイソバは大規模な抵抗をせず、与那国は征服される。
1510年、与那国の統治者として新たに祖納当が与那国与人の役職を受任し、イソバは代理的地位に降格したが、実質の支配者は彼女であった。この頃、宮古島で商人によって買われ島に来た鬼虎がイソバの信頼を得て第一の武将となるが、成長するにつれ野心を表す。
鬼虎に支配を奪われ島の大平が脅かされることを危惧したイソバは、豊見親に助力を求め、1522年、尚真王の名により鬼虎は討伐される。その際、イソバは水先案内人を務め、鬼虎軍とも奮戦したとされる。
晩年・没後
イソバの晩年は不明だが、子孫は島袋家として伝わっており、16代まで女系であった。
与那国島の観光名所の1つであるティンダ・ハナタは、天然の要塞でかつてイソバの居城であったとされ、「サンアイイソバの碑」として墓が設けられ、近年までその下で祭祀が行われていた。また、この墓はイソバの子孫とされるチマフカ・ウヤンキヤの墓であり、イソバの墓は別（ツアヌカンのマイブダヤ）にあるという異説もある。